# Мужская сборная Самоа по хоккею на траве
Мужская сборная Самоа по хоккею на траве — национальная команда по хоккею на траве, представляющая Самоа в международных соревнованиях. Управляется Федерацией хоккея на траве Самоа. Бронзовый призёр чемпионата Океании 2009 года.

## История
Мужская сборная Самоа никогда не участвовала в крупных международных турнирах — летних Олимпийских играх и чемпионатах мира.
Сборная Самоа выступает в международных соревнованиях с конца 2000-х годов. В 2009 году она дебютировала в чемпионате Океании, где стала 3-й среди трёх команд, крупно проиграв входящим в число сильнейших в мире сборным Австралии (0:26) и Новой Зеландии (0:19).
Чемпионат Океании 2011 года самоанские хоккеисты пропустили, а в 2013 году выступили во второй раз, снова потерпев поражения во всех матчах. На предварительном этапе они проиграли Австралии (0:32), Папуа — Новой Гвинее (1:4) и Новой Зеландии (0:25), а в матче за 3-4-е места вновь уступили папуасским хоккеистам (0:3). Первый мяч сборной Самоа на международных турнирах забил Тавита Саваиинаэа.
На чемпионате Океании 2015 года самоанцы вновь стали последними среди четырёх команд. На предварительном этапе они проиграли Новой Зеландии (0:37), Фиджи (0:20) и Австралии (0:36), а в матче за 3-4-е места снова фиджийцам (1:11). Мяч на счету Джонни Сеги.
Сборная Самоа участвовала в розыгрыше Мировой лиги сезона-2014/15. Матчи первого раунда океанийской зоны проходили в Суве. Самоанские хоккеисты проиграли Фиджи (1:13) и Папуа — Новой Гвинее (1:4). Голы забили соответственно Фетуао Нокисе и Джон Са.

## Результаты выступления

### Мировая лига
- 2014/15 — выбыла в 1-м раунде

### Чемпионат Океании
- 2009 —
- 2013 — 4-е
- 2015 — 4-е